# Hitman 2
Hitman 2 (gestileerd als HITMAN 2) is een stealthspel ontwikkeld door IO Interactive. Het spel wordt uitgegeven door Warner Bros. Interactive Entertainment en kwam op 13 november 2018 uit voor de PlayStation 4, Windows en de Xbox One.
Het spel is de opvolger van het episodische Hitman waarvan de eerste delen in 2016 uitkwamen. Het is het eerste spel ontwikkeld door IO Interactive sinds de managementbuy-out uit 2017, waar Square Enix het eigenaarschap van het bedrijf verloor.
Net als voorgaande spellen in de serie heeft Hitman 2 een verhalende singleplayermodus. Het spel bouwt op de gebeurtenissen uit Hitman en ziet Agent 47 achter een mysterieuze Shadow Client aan gaan.

## Spelmodi
Hitman 2 bevat ook twee online co-op-modi, "Sniper Assassin". In deze modus kan de speler alleen (als Agent 47) of in co-op (als Knight & Stone) lange-afstandsmissies spelen, gebruikmakend van een scherpschuttersgeweer. Deze modus werd direct speelbaar na de aankondiging op 7 juni 2018 voor spelers die het spel vooraf besteld hadden.
Daarnaast was er ook "Ghost Mode". Dit is een 1-tegen-1-modus waarin beide spelers proberen dezelfde vijf doelwitten te elimineren op een identiek level, dat zich voor beide spelers afspeelt in een andere wereld. Wanneer een speler een doelwit heeft vermoord, dan krijgt de andere speler een korte tijdspanne waarbinnen hij ook een doelwit moet uitschakelen. Lukt dit niet binnen de aangegeven tijd of wordt de speler ontdekt, dan telt de eliminatie niet. Ghost Mode werd echter op 31 augustus 2020 stopgezet.